# نهاش فضي البطن
نهاش فضي البطن (الاسم العلمي: Lutjanus argentiventris) (بالإنجليزية: Yellow snapper)‏ هو نوع من الأسماك يتبع جنس النهاش من الفصيلة النهاشية.